# Ротшильд, Авраам Зиновьевич
Авраам Зиновьевич (Зельманович) Ротшильд (19 июля 1900, Павлоград, Екатеринославская губерния — 11 июля 1977, Ленинград) — инженер-строитель, конструктор, кандидат технических наук. Лауреат Сталинской премии.

## Биография
Родился 6 июля (по старому стилю) 1900 года в Павлограде, в семье мещанина местечка Зетела Кальварийского уезда Сувалкской губернии Зельмана Танхелевича Ротшильда (1868—?) и Брайны Волфовны Ротшильд (в девичестве Сатановской, 1871—?), заключивших брак в Екатеринославе 23 мая 1895 года. У него были старшие сёстры Бела (1896) и Фейга (1897). Участник Гражданской войны. С 1925 года работал в строительных и проектных организациях Ленинграда, основная специализация — портовые холодильники и другие сооружения.
Окончил Ленинградский политехнический институт (1930, инженерно-строительного факультет). Год преподавал там же, затем в Ленинградском строительном институте. С 1934 года доцент Ленинградского института холодильной промышленности (ЛИХП).
В 1939 году предложил метод строительства железобетонных сооружений без лесов и опалубки.
В 1941—1944 годах доцент Сибирского металлургического института. Главный инженер института по проектированию предприятий мясной и молочной промышленности в Москве (1944—1946).
В 1946—1970 годах работал в специальном проектном институте ГСПИ-11. В 1946—1949 годах главный инженер проекта сооружения завода «Б» (радиохимический завод) комбината № 817 (Челябинск-40). В дальнейшем — главный инженер проектов, главный конструктор, заместитель главного инженера ГСПИ-11.
Кандидат технических наук (1949).
С 1970 года на пенсии. Похоронен на Серафимовском кладбище.

## Сочинения
- Безопалубный железобетон. М.-Л., Стройиздат Наркомстроя, 1941 г. 75 с., илл.

## Награды
- Сталинская премия 1949 года (как автору проекта высокой железобетонной трубы радиохимического завода).
- Орден Ленина (1949).